# 1766
| [ Edytuj tabelę ]              | |
| Król Polski                    | - 1764 Stanisław August Poniatowski 1795                                                                                                 |
| Emir Afganistanu               | - 1747 Ahmed Szah Abdali (padyszach) 1772                                                                                                |
| Współksiążęta Andory           | - 1763 Francesc Fernández de Xátiva y Contreras 1771 - 1715 Ludwik XV 1774                                                               |
| Elektor Bawarii                | - 1745 Maksymilian III Józef 1777 |
| Sułtan Brunei                  | - 1762 Omar Ali Saifuddin I 1795 |
| Cesarz Chin                    | - 1735 Qianlong 1796 |
| Król Czech                     | - 1743 Maria Teresa 1780 |
| Król Danii                     | - 1746 Fryderyk V 1766 - 1766 Chrystian VII 1808                                                                                         |
| Dalajlama                      | - 1758 Jamphel Gjaco 1804 |
| Cesarz Etiopii                 | - 1755 Joas I 1769 |
| Król Francji                   | - 1715 Ludwik XV 1774 |
| Król Gruzji                    | - 1762 Herakliusz II 1798 |
| Król Hiszpanii                 | - 1759 Karol III 1788 |
| Landgraf Hesji-Kassel          | - 1760 Fryderyk II Heski 1785 |
| Stadhouder Holandii            | - 1751 Wilhelm V Orański 1795 |
| Szach Iranu                    | - 1750 Karim Chan 1779 |
| Państwo Wielkich Mogołów       | - 1759 Shah Alam II 1806 |
| Król Irlandii                  | - 1760 Jerzy III Hanowerski 1820 |
| Cesarz Japonii                 | - 1762 Go-Sakuramachi 1770 |
| Kalif                          | - 1757 Mustafa III 1773 |
| Patriarcha Konstantynopola     | - 1763 Samuel I Chaceres 1768 |
| Władca Korei                   | - 1724 Yŏngjo 1776 |
| Książę Kurlandii i Semigalii   | - 1763 Ernest Jan Biron 1769 |
| Emir Kuwejtu                   | - 1762 Abd Allah I 1814 |
| Książę Liechtensteinu          | - 1748 Józef Wacław 1772 |
| Sułtan Maroka                  | - 1757 Muhammad III 1790 |
| Książę Monako                  | - 1733 Honoriusz III 1793 |
| Król Nawarry                   | - 1710 Ludwik XV 1774 |
| Król Norwegii                  | - 1746 Fryderyk V 1766 - 1766 Chrystian VII 1784                                                                                         |
| Sułtan Omanu                   | - 1749 Ahmad ibn Sa’id 1783 |
| Elektor Palatynatu             | - 1742 Karol IV Teodor 1799 |
| Papież                         | - 1758 Klemens XIII 1769 |
| Książę Parmy i Piacenzy        | - 1765 Ferdynand 1802 |
| Król Portugalii                | - 1750 Józef 1777 |
| Król w Prusach                 | - 1740 Fryderyk II Wielki 1772 |
| Car Rosji                      | - 1762 Katarzyna II Wielka 1796 |
| Cesarz Rzymski (niemiecki)     | - 1765 Józef II Habsburg 1790 |
| Kapitanowie Regenci San Marino | - 1765 Francesco Begni Francesco Benedetti 1766 - 1766 Filippo Belluzzi Pompeo Zoli 1766 - 1766 Giuseppe Giannini Giuseppe Franzoni 1767 |
| Elektor Saksonii               | - 1763 Fryderyk August III 1806 |
| Król Sardynii                  | - 1730 Karol Emanuel III 1773 |
| Król Szwecji                   | - 1751 Adolf Fryderyk 1771 |
| Król Tajlandii                 | - 1758 Suriyamarin 1767 |
| Sułtan Turków                  | - 1757 Mustafa III 1774 |
| Doża Wenecji                   | - 1763 Alvise Giovanni Mocenigo 1779 |
| Król Węgier                    | - 1740 Maria Teresa 1780 |
| Monarcha Wielkiej Brytanii     | - 1760 Jerzy III 1820 |
| Premier Wielkiej Brytanii      | - 1765 Charles Watson-Wentworth 1766 - 1766 William Pitt Starszy 1768                                                                    |

Rok 1766 / MDCCLXVI
stulecia: XVII wiek ~
XVIII wiek ~
XIX wiek

lata: 1756 «
1761 «
1762 «
1763 «
1764 «
1765 «
1766
» 1767
» 1768
» 1769
» 1770
» 1771
» 1776

## Wydarzenia w Polsce
- 29 listopada – w Warszawie zakończył obrady Sejm Czaplica.

- W 1766 roku:
  - została założona Mennica Polska.
  - wybudowano kościół w Mileszkach.

## Wydarzenia na świecie
- 5 lutego – książę Lotaryngii i Baru, były król Polski, Stanisław Leszczyński doznał rozległych oparzeń w swym pałacu w Lunéville, gdy jego strój zapalił się od iskry z kominka; po długiej agonii zmarł 23 lutego w wieku 88 lat - był najdłużej żyjącym królem Polski.
- 23 lutego – po śmierci Stanisława Leszczyńskiego oddana mu w dożywotnie władanie Lotaryngia została włączona do Francji.
- 18 marca – w wyniku protestów została zniesiona Ustawa o pieczęciach z 22 marca 1765 roku, nakładająca podatki na działalność prowadzoną w 13 koloniach brytyjskich w Ameryce Północnej.
- 5 grudnia – w Londynie został założony dom aukcyjny Christie's.

- Józef II Habsburg udostępnił publiczności park zwany Wiener Prater - niegdysiejsze cesarskie tereny łowieckie.
- W Madrycie wybuchły zamieszki zwane Motín de Esquilache.

## Urodzili się
- 24 lutego – Ludwik Aleksy Boubert, francuski duchowny katolicki, męczennik, błogosławiony (zm. 1792)
- 25 lutego - George Jones, amerykański polityk, senator ze stanu Georgia (zm. 1838)
- 22 kwietnia – Madame de Staël, francuska powieściopisarka i publicystka (zm. 1817)
- 9 lipca
  - Jacob Perkins, amerykański fizyk, wynalazca i inżynier (zm. 1849)
  - Johanna Schopenhauer, niemiecka pisarka (zm. 1838)
- 6 września – John Dalton, angielski fizyk, chemik i meteorolog (zm. 1844)
- 3 liastopada - Józef Chełkowski, polski duchowny katolicki, biskup pomocniczy poznański (zm. 1837)
- 12 grudnia – Nikołaj Karamzin (ros. Николай Михайлович Карамзин), rosyjski pisarz, publicysta i historyk (zm. 1826)
- data dzienna nieznana: 
  - Jan Gałeczka, ksiądz katolicki, założyciel pierwszej polskiej drukarni na Górnym Śląsku (zm. 1845)
  - Piotr Nguyễn Bá Tuần, wietnamski ksiądz, męczennik, święty katolicki (zm. 1838)
  - Florian Straszewski, obywatel ziemski, społecznik, współtwórca krakowskich Plant (zm. 1847)
  - Józef Yuan Zaide, chiński ksiądz, męczennik, święty katolicki (zm. 1817)
  - David Stringman, amerykański muzyk, pracował przy wyrobie instrumentów (zm. 1816)

## Zmarli
- 13 stycznia – Fryderyk V Oldenburg, król Danii i Norwegii (ur. 1723)
- 23 lutego – Stanisław Leszczyński, król Polski, książę Lotaryngii i Baru (ur. 1677)
- 15 lipca – Pompiliusz Maria Pirrotti, włoski pijar (ur. 1710)
- 10 października – Abraham van Hoey, holenderski dyplomata (ur. 1684)
- 25 listopada – Johann Maria Farina, perfumiarz twórca receptury wody kolońskiej (ur. 1685)
- data dzienna nieznana: 
  - Teresa Stringman
  - Walenty Franciszek Wężyk, polski duchowny katolicki, biskup przemyski (ur. 1705)

## Święta ruchome
- Tłusty czwartek: 6 lutego
- Ostatki: 11 lutego
- Popielec: 12 lutego
- Niedziela Palmowa: 23 marca
- Wielki Czwartek: 27 marca
- Wielki Piątek: 28 marca
- Wielka Sobota: 29 marca
- Wielkanoc: 30 marca
- Poniedziałek Wielkanocny: 31 marca
- Wniebowstąpienie Pańskie: 8 maja
- Zesłanie Ducha Świętego: 18 maja
- Boże Ciało: 29 maja